# Saint-Floris
Saint-Floris (Nederlands: Sint-Floris) is een gemeente in het Franse departement Pas-de-Calais (regio Hauts-de-France) en telt 440 inwoners (2004). De plaats maakt deel uit van het arrondissement Béthune.

## Geografie
De oppervlakte van Saint-Floris bedraagt 4,0 km², de bevolkingsdichtheid is 110,0 inwoners per km².
De onderstaande kaart toont de ligging van Saint-Floris met de belangrijkste infrastructuur en aangrenzende gemeenten.

## Demografie
Onderstaande figuur toont het verloop van het inwonertal (bron: INSEE-tellingen).